# Victoriopisa tinggiensis
Victoriopisa tinggiensis is een vlokreeftensoort uit de familie van de Eriopisidae. De wetenschappelijke naam van de soort is voor het eerst geldig gepubliceerd in 2010 door Lim, Azman & Othman.